# Chermside
Chermside is een plaats in de Australische deelstaat Queensland en telt 6348 inwoners (2006).